# Edith Seibert
Edith Seibert (* 17. Mai 1915 in Stuttgart; † 3. Februar 2003 in Karlsruhe) war eine deutsche Malerin. Seit den frühen 1950er Jahren lebte und arbeitete sie in Karlsruhe. Sie wurde durch zahlreiche Einzel- und Gruppenausstellungen bekannt. Im Jahr 1989 erhielt sie den Bundespreis der GEDOK.
Edith Seibert war verheiratet mit dem deutschen Juristen und Richter am Bundesgerichtshof Claus Seibert. Sie war die Mutter von Doris Reyland und Ulrich Seibert.
Edith Seibert erhielt ab dem Jahr 1934 ihre klassische Ausbildung an der Kunstschule Berlin-Charlottenburg. Sie ging als Meisterschülerin zunächst zu einem gegenständlichen Maler (Meyer-Weingarten), dann zu Helmut Rehme, einem Maler, der ihr das Nichtgegenständliche erschloss. Sie vollzog in diesen Jahren den Weg von der Figuration zur Abstraktion, den auch alle anderen informellen Maler ihrer Generation in gleicher mühevoller Weise zurückgelegt hatten.
Sie ist damit exemplarisch für ihre Generation eine Malerin des Informel. 
In Karlsruhe war sie insbesondere durch die Galerie Hilbur vertreten. Ihre Bilder sind auch im Ausland, in Rom, Florenz, Nancy, in Holland und Luxemburg gezeigt worden und finden sich in Privatsammlungen von Rom bis Long Island, N.Y, von München, Düsseldorf bis Berlin, sowie in vielen öffentlichen Sammlungen. 